# Disilène
Le disilène est un composé chimique de formule semi-développée H2Si=SiH2. C'est le plus simple des silènes, hydrures de silicium comportant une double liaison Si=Si, et le plus simple des hydrures de silicium insaturés après le disilyne HSi≡SiH. C'est un analogue structurel silicié de l'éthylène H2C=CH2 mais, contrairement à ce dernier, sa géométrie n'est pas plane et il en existe deux autres tautomères d'énergies très voisines, le H2Si(µ-H)SiH et le silylsilylène H3Si–SiH.
Par extension, les disilènes constituent une classe de molécules issues de la substitution des atomes d'hydrogène du disilène par des résidus carbonés. Ils sont plus stables que le disilène proprement dit. Ceux dont les substituants sont suffisamment gros peuvent être isolés et ont été bien étudiés bien que les recherches à leur sujet demeurent d'intérêt essentiellement académique. Le premier d'entre eux à avoir été caractérisé est le tétraméthyldisilène (CH3)2Si=Si(CH3)2, tandis que le premier disilène stable étudié a été le tétramésityldisilène ((CH3)3C6H2)2Si=Si(H2C6(CH3)3)2 ; la longueur de la double liaison Si=Si dans cette molécule est de 215 pm, environ 10 % plus courte qu'une liaison simple Si–Si standard. La géométrie du noyau Si2C4 est relativement plane.

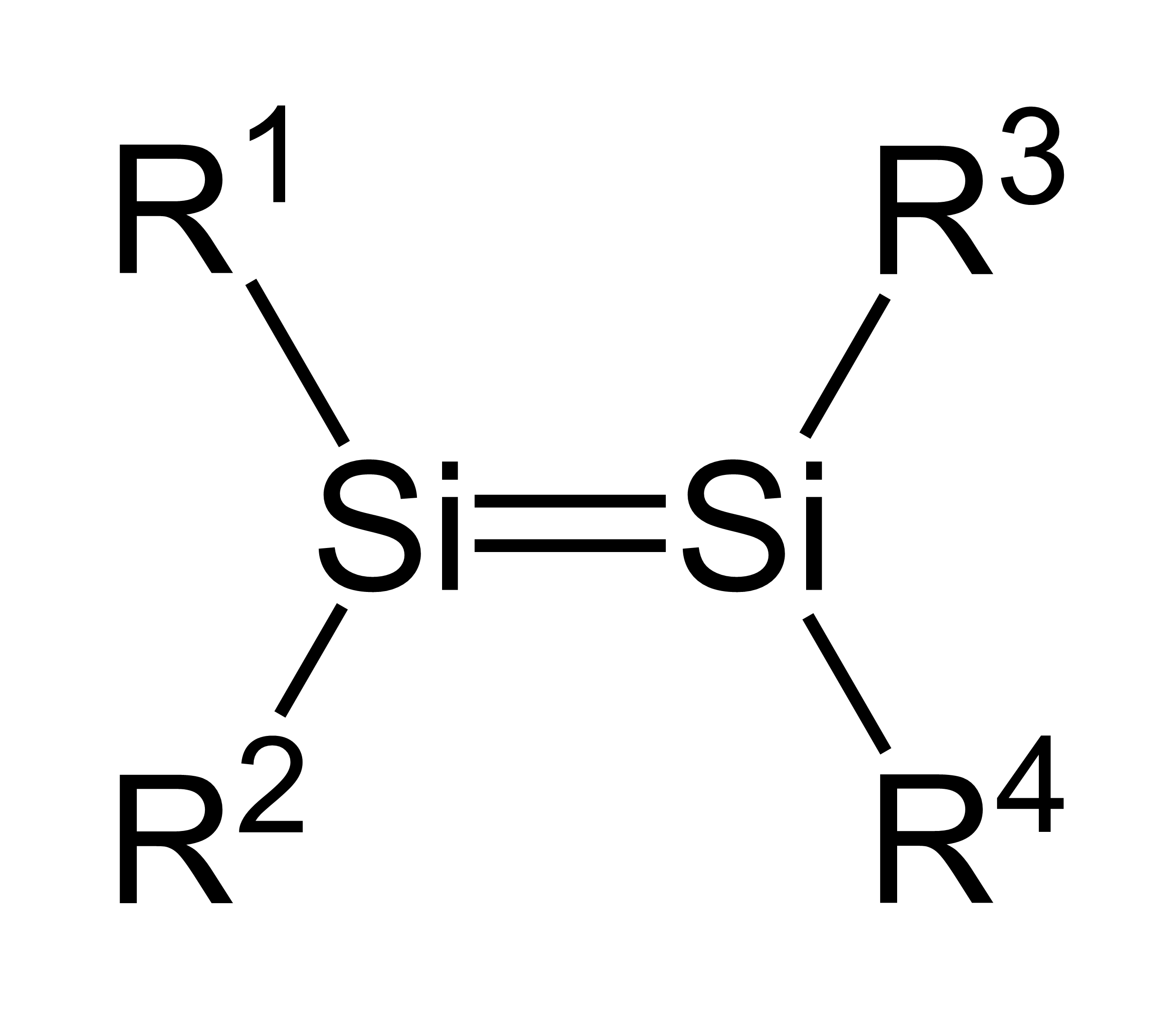
Structure générale des disilènes.
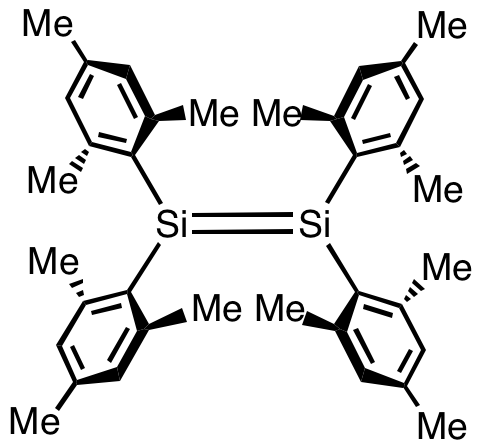
Structure du tétramésityldisilène.

On prépare généralement ces composés par réduction d'halogénures de composés organosiliciés :
2 R2SiCl2 + 4 Na ⟶ R2Si=SiR2 + 4 NaCl.
Il est également possible de procéder par photolyse de trisilacyclopropanes. Lorsque le substituant R n'est pas assez encombrant, on obtient plutôt des polysilanes polymériques ou cycliques.
Une étude démontre la préparation de disilène par couplage intramoléculaire de dibromosilane avec du potassium-graphite, ce qui donne une liaison longue de 227 pm avec des angles trans de 33° et 31°.